# てつ・布施 (小惑星)
てつ・布施（てつふせ、7439 Tetsufuse）は、小惑星帯に位置する小惑星。
1994年12月、群馬県大泉町のアマチュア天文家、小林隆男が発見した。

## 名称
天文学者の布施哲治（ふせ・てつはる、1970年生まれ）に因み、2003年5月の小惑星回報で命名が公表された。
布施は国立天文台ハワイ観測所（すばる望遠鏡）の初代広報スタッフであり、命名当時その任にあった。